# 東雲侑子系列
《東雲侑子系列》是日本輕小說家森橋賓果創作、畫師Nardack負責插畫的輕小說作品，本於日本Fami通文庫的網路雜誌《FB Online》上連載，2011年由Fami通文庫出版成書。後有改編為漫畫，作畫者為成瀨ちさと。小說第一集曾獲第一屆《店員最愛輕小說大賞》第四位。整系列獲得《這本輕小說真厲害！2013》第八名。由成瀨ちさと作畫的改編漫畫於2012年至2013年連載。

## 劇情簡介
生活缺乏熱情的高中生三並英太為求輕鬆而擔任圖書委員，因此遇到了同為委員的東雲侑子。英太以為氣質冷靜的東雲和他一樣過著空虛的生活，卻在一次意外中發現東雲其實是作家的秘密。這份秘密拉近了兩人的距離，一段苦澀的青春戀愛故事逐漸展開。

## 登場人物
三並英太
本作男主角，作品開始時就讀私立央生高中一年級，與侑子同班，對周遭事物漠不關心。
不想參加任何社團，但因學校規定每個學生都必須要參加社團，所以選擇了看起來最輕鬆的圖書委員會。
在翻閱圖書館的雜誌時，意外發現東雲侑子是作家的秘密，被東雲侑子承認，兩人之間逐漸萌生感情。
東雲侑子
本作女主角，作品開始時就讀私立央生高中一年級，與英太同班。
實際上是一位作家，筆名為西園幽子，筆名來由為名字的相反。
三並景介
三並英太的哥哥，有抽菸的習慣。外表及內心都非常成熟。
非常喜歡閱讀及看電影。
有美
景介的女友，但實際上幾乎已經成為三並家的一員了。三並家雙親不在時，家事都是由她打理。
椎名
央生高中圖書館館員。
個性有些小迷糊，常常會忘記有沒有刷過書本的條碼。
是央生高中裡第一個知道東雲侑子是作家的人。
相川陽司
侑子的責任編輯。
池原
一年級的圖書委員。

## 出版書籍
| 集數 | 日文標題 | 中文標題                   | Enterbrain     | Enterbrain             | 尖端出版      | 尖端出版               |
| 集數 | 日文標題 | 中文標題                   | 發售日期       | ISBN                   | 發售日期      | ISBN                   |
| ---- | -------- | -------------------------- | -------------- | ---------------------- | ------------- | ---------------------- |
| 1    |          | 東雲侑子熱愛短篇小說       | 2011年9月30日  | ISBN 978-4-04-727522-5 | 2013年7月13日 | ISBN 978-957-105-258-8 |
| 2    |          | 東雲侑子開始喜歡戀愛小說   | 2011年12月26日 | ISBN 978-4-04-727720-5 | 2013年8月5日  | ISBN 978-957-105-303-5 |
| 3    |          | 東雲侑子將繼續愛著所有小說 | 2012年5月30日  | ISBN 978-4-04-728077-9 | 2013年9月30日 | ISBN 978-957-105-373-8 |

### 漫畫
| 集數 | 日文標題 | 中文標題             | Enterbrain    | Enterbrain             | 尖端出版     | 尖端出版             |
| 集數 | 日文標題 | 中文標題             | 發售日期      | ISBN                   | 發售日期     | EAN                  |
| ---- | -------- | -------------------- | ------------- | ---------------------- | ------------ | -------------------- |
| 全   |          | 東雲侑子熱愛短篇小說 | 2013年9月14日 | ISBN 978-4-04-729131-7 | 2014年6月9日 | EAN 471-7702-26124-5 |